# Liste der Biografien/Jacq
Liste der Biografien |
Portal Biografien |
Personensuche
# |
A |
B |
C |
D |
E |
F |
G |
H |
I |
J |
K |
L |
M |
N |
O |
P |
Q |
R |
S |
T |
U |
V |
W |
X |
Y |
Z |
?
 
Ja |
Jb |
Jd |
Je |
Jh |
Ji |
Jj |
Jl |
Jn |
Jm |
Jo |
Jp |
Jr |
Js |
Jt |
Ju |
Jv |
Jw |
Jy
 
Jaa |
Jab |
Jac |
Jad |
Jae |
Jaf |
Jag |
Jah |
Jai |
Jaj |
Jak |
Jal |
Jam |
Jan |
Jao |
Jap |
Jaq |
Jar |
Jas |
Jat |
Jau |
Jav |
Jaw |
Jax |
Jay |
Jaz
 
Jaca |
Jacc |
Jace |
Jach |
Jaci |
Jack |
Jacl |
Jacm |
Jacn |
Jaco |
Jacq |
Jacs |
Jacu |
Jacz
Die Liste der Biografien führt alle Personen auf, die in der deutschsprachigen Wikipedia einen Artikel haben. Dieses ist eine Teilliste mit 120 Einträgen von Personen, deren Namen mit den Buchstaben „Jacq“ beginnt.

## Jacq
- Jacq, Christian (* 1947), französischer Schriftsteller und Ägyptologe
- Jacq, Éliane (1948–2011), französische Sprinterin
- Jacq, Grégoire (* 1992), französischer Tennisspieler
- Jacq, Réginald-André-Paulin-Edmond (1905–2001), französischer Ordensgeistlicher, Apostolischer Vikar von Lang Són et Cao Bang

### Jacqu
- Jacquand, Claude (1803–1878), französischer Maler
- Jacquard, Albert (1925–2013), französischer Biologe und Autor
- Jacquard, Joseph-Marie (1752–1834), französischer Erfinder der nach ihm benannten MusterwebmaschineJoseph-Marie Jacquard (1752–1834)

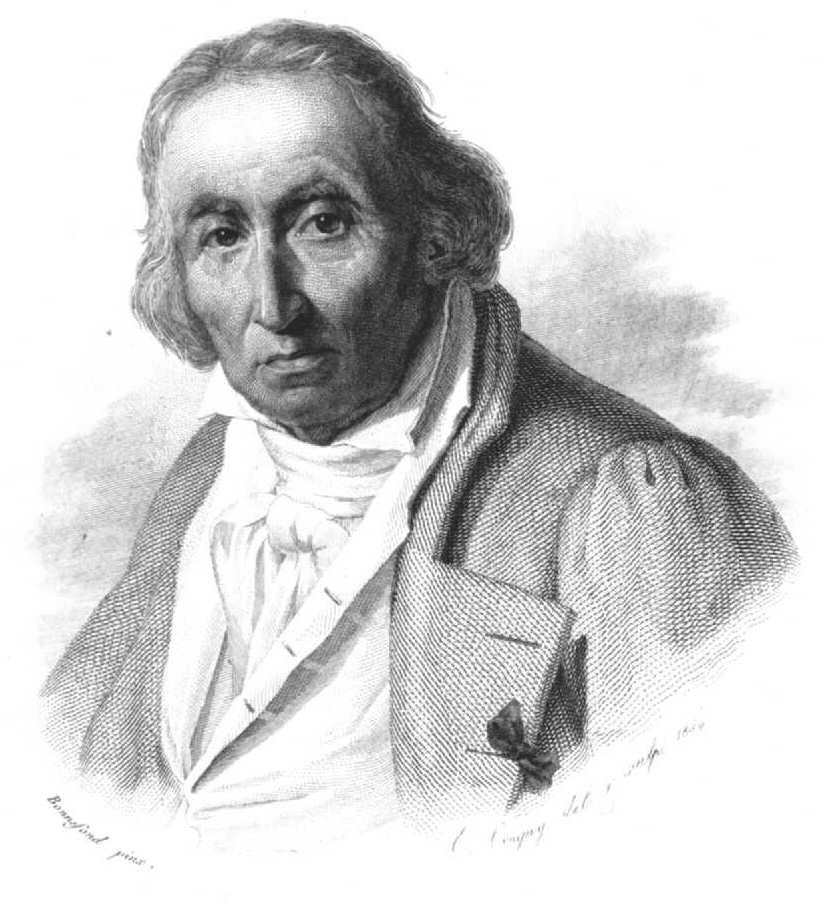
Joseph-Marie Jacquard (1752–1834)

- Jacquard, Léon (1826–1886), französischer Cellist und Komponist
- Jacque, Charles Emile (1813–1894), französischer Maler und Grafiker der Barbizon-Schule
- Jacque, Olivier (* 1973), französischer Motorradrennfahrer
- Jacquees (* 1994), US-amerikanischer R&B-Musiker
- Jacquel, Maurice (1929–2004), französischer Ringer
- Jacquelin Du Val, Pierre Nicolas Camille (1828–1862), französischer Entomologe
- Jacquelin, Edmond (1875–1928), französischer Radrennfahrer
- Jacquelin, Émilien (* 1995), französischer Biathlet
- Jacquelin, Raphaël (* 1974), französischer Golfer
- Jacqueline (* 1971), deutsche Sängerin
- Jacqueline, Bernard (1918–2007), französischer Geistlicher, römisch-katholischer Erzbischof und Diplomat des Heiligen Stuhls
- Jacquemart, Albert (1808–1875), französischer Kunsthistoriker und -sammler
- Jacquemart, Jules (1837–1880), französischer Kupferstecher
- Jacquemart, Nélie (1841–1912), französische Porträtmalerin
- Jacquemien, Rudolf (1908–1992), deutschsprachiger Schriftsteller und Journalist in der Sowjetunion
- Jacquemin, Jacques-Alexis (1750–1832), französischer römisch-katholischer Geistlicher und Bischof von Saint-Dié
- Jacquemin, Jean-Marie (* 1942), belgischer Unternehmer und Autorennfahrer
- Jacquemin, Michel (* 1942), belgischer Radrennfahrer
- Jacquemod, Ingrid (* 1978), französische Skirennläuferin
- Jacquemot, Elsa (* 2003), französische Tennisspielerin
- Jacquemoud-Rossari, Laura (* 1957), Schweizer Richterin
- Jacquemus, Simon Porte (* 1990), französischer ModedesignerSimon Porte Jacquemus (* 1990)

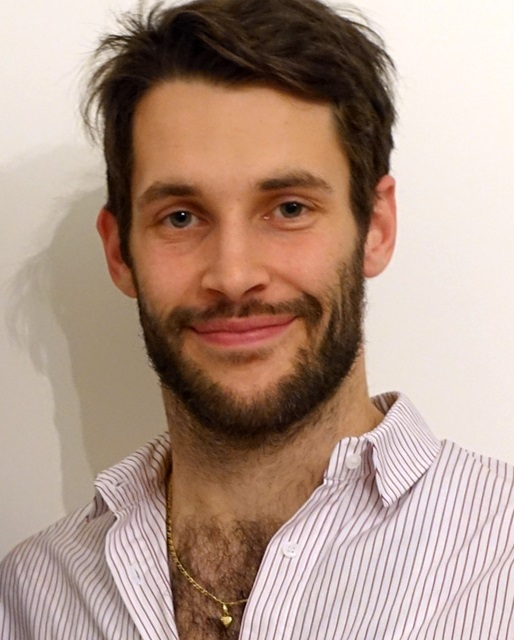
Simon Porte Jacquemus (* 1990)

- Jacquemyn, Peter (* 1963), belgischer bildender Künstler und Kontrabassist
- Jacques d’Armagnac (1433–1477), Herzog von Nemours, Graf von Pardiac
- Jacques de Bazoches, Bischof von Soissons
- Jacques de Bourbon († 1468), Ritter des Ordens vom Goldenen Vlies
- Jacques de Brimeu († 1447), burgundischer Militär
- Jacques de Cambrai, Komponist und Trouvère
- Jacques de Châtillon († 1302), Herr von Leuze, Condé, Carency, Buquoy und Aubigny, Gouverneur von Flandern
- Jacques de Châtillon-Dampierre († 1415), französischer Adliger und Militär; Admiral von Frankreich
- Jacques de Dixmude, Alphonse (1858–1928), belgischer Generalleutnant
- Jacques de Guyse (1334–1399), Franziskaner, Geschichtsschreiber
- Jacques de Hemricourt (1333–1403), französischer Schriftsteller
- Jacques de Jésus (1900–1945), französischer Priester und Karmelit
- Jacques de Luxembourg-Ligny († 1487), Adliger im Dienst der Herzöge von Burgund und des Königs von Frankreich
- Jacques de Milly († 1461), Großmeister des Johanniterordens
- Jacques de Révigny († 1296), Rechtsgelehrter der Universität Orléans, Bischof von Verdun
- Jacques de Savoie-Nemours (1531–1585), Gouverneur des Poitou
- Jacques des Baux († 1383), Fürst von Tarent, Achaia und Titularkaiser von Konstantinopel
- Jacques I. (1689–1751), Fürst von MonacoJacques I. (1689–1751)

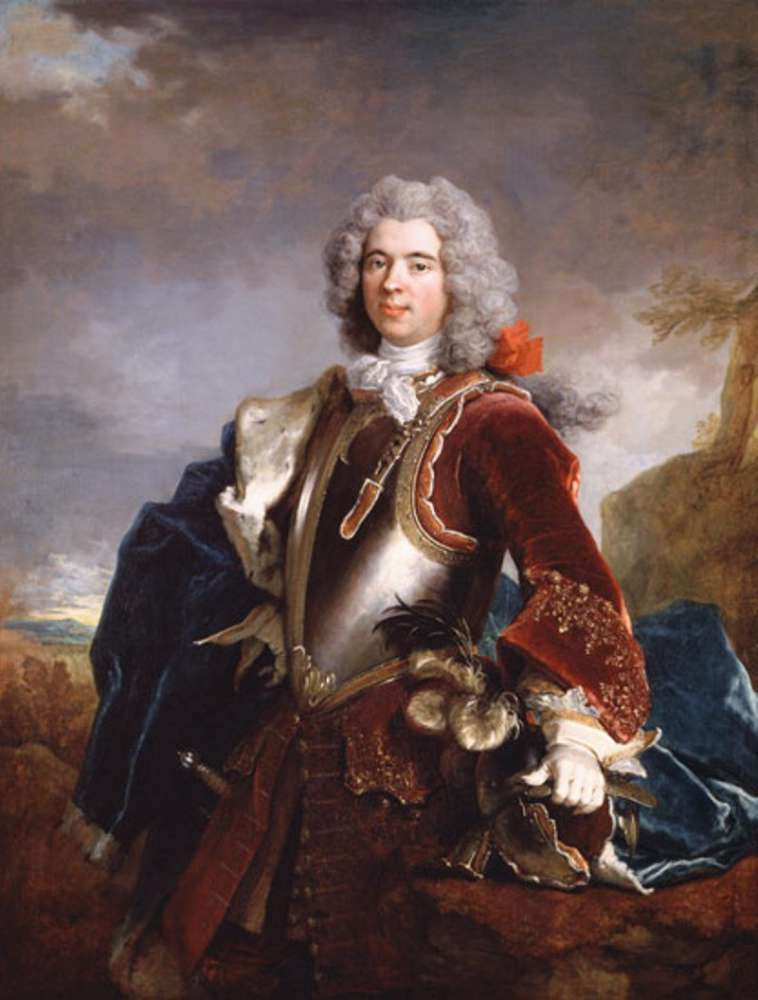
Jacques I. (1689–1751)

- Jacques I. de Bourbon († 1362), Connétable von Frankreich, Graf von La Marche und Ponthieu
- Jacques II. de Bourbon, comte de La Marche (1370–1438), Graf von La Marche und Castres
- Jacques von Monaco (* 2014), monegassischer Adeliger, Erbprinz von Monaco
- Jacques, André (1908–1997), belgischer Ordensgeistlicher, römisch-katholischer Bischof von Boma
- Jacques, Averii (* 1972), französisch-polynesischer Fußballschiedsrichter
- Jacques, Brian (1939–2011), britischer Schriftsteller
- Jacques, Carlos (* 1982), uruguayischer Fußballspieler
- Jacques, Catherine (* 1979), belgische Judoka
- Jacques, Cheryl (* 1962), US-amerikanische Politikerin
- Jacques, Emma (* 2001), französische Handballspielerin
- Jacques, Farah (* 1990), kanadische Sprinterin
- Jacques, Francis (* 1934), französischer Philosoph
- Jacques, Gérard (1928–2022), belgischer Botschafter
- Jacques, Hattie (1922–1980), britische Schauspielerin
- Jacques, Henri-Antoine (1782–1866), französischer Rosenzüchter
- Jacques, Jean-François (* 1985), kanadischer Eishockeyspieler
- Jacques, Jeff (* 1953), kanadischer Eishockeyspieler
- Jacques, Jennie (* 1989), britische Schauspielerin
- Jacques, Joaquín (* 1993), uruguayischer Fußballspieler
- Jacques, John, Baron Jacques (1905–1995), britischer Unternehmer und Politiker
- Jacques, June, belgische Badmintonspielerin
- Jacques, Norbert (1880–1954), luxemburgischer SchriftstellerNorbert Jacques (1880–1954)

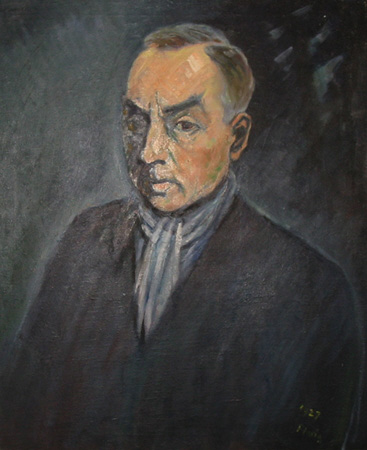
Norbert Jacques (1880–1954)

- Jacques, Paula (* 1949), ägyptisch-französische Schriftstellerin und Radiomoderatorin
- Jacques, Peter (1935–2025), Schweizer Jazzmusiker (Piano, Arrangement, Komposition), Bandleader und Musikredakteur
- Jacques, Peter (* 1973), englischer Dartspieler
- Jacques, Richard (* 1973), britischer Komponist
- Jacques, Sylvain (* 1971), französischer Schauspieler, Musiker und Komponist von Bühnen- und Filmmusik
- Jacques, Yves (* 1956), kanadischer Schauspieler
- Jacques-Maynes, Ben (* 1978), US-amerikanischer Cyclocross- und Straßenradrennfahrer
- Jacques-Sébastien, Lina (* 1985), französische Sprinterin
- Jacques-Victor Henri (1804–1820), Kronprinz von Nord-Haiti (1811–1820)
- Jacquet de La Guerre, Élisabeth († 1729), französische Komponistin und Cembalistin des Barock
- Jacquet, Aimé (* 1941), französischer Fußballspieler, -trainer und VerbandsverantwortlicherAimé Jacquet (* 1941)

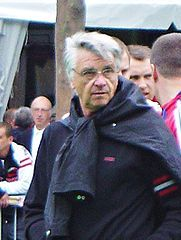
Aimé Jacquet (* 1941)

- Jacquet, Alain (1939–2008), französischer Maler und Grafiker
- Jacquet, Ernest (1886–1969), Schweizer Eishockeyspieler
- Jacquet, Gaston (1883–1970), französischer Schauspieler
- Jacquet, Gustave Jean (1846–1909), französischer Maler
- Jacquet, H. Maurice (1886–1954), französischer Komponist und Dirigent
- Jacquet, Heinrich (1804–1882), deutscher Fabrikant und Abgeordneter
- Jacquet, Henri (1888–1971), Schweizer Fechter
- Jacquet, Hervé (* 1939), französischer Mathematiker
- Jacquet, Illinois (1922–2004), US-amerikanischer Jazzmusiker
- Jacquet, Jérémy (* 2005), französischer Fußballspieler
- Jacquet, Karl (1726–1813), österreichischer Theaterschauspieler
- Jacquet, Katharina (1760–1786), österreichische Theaterschauspielerin
- Jacquet, Kyrian (* 2001), französischer TennisspielerKyrian Jacquet (* 2001)

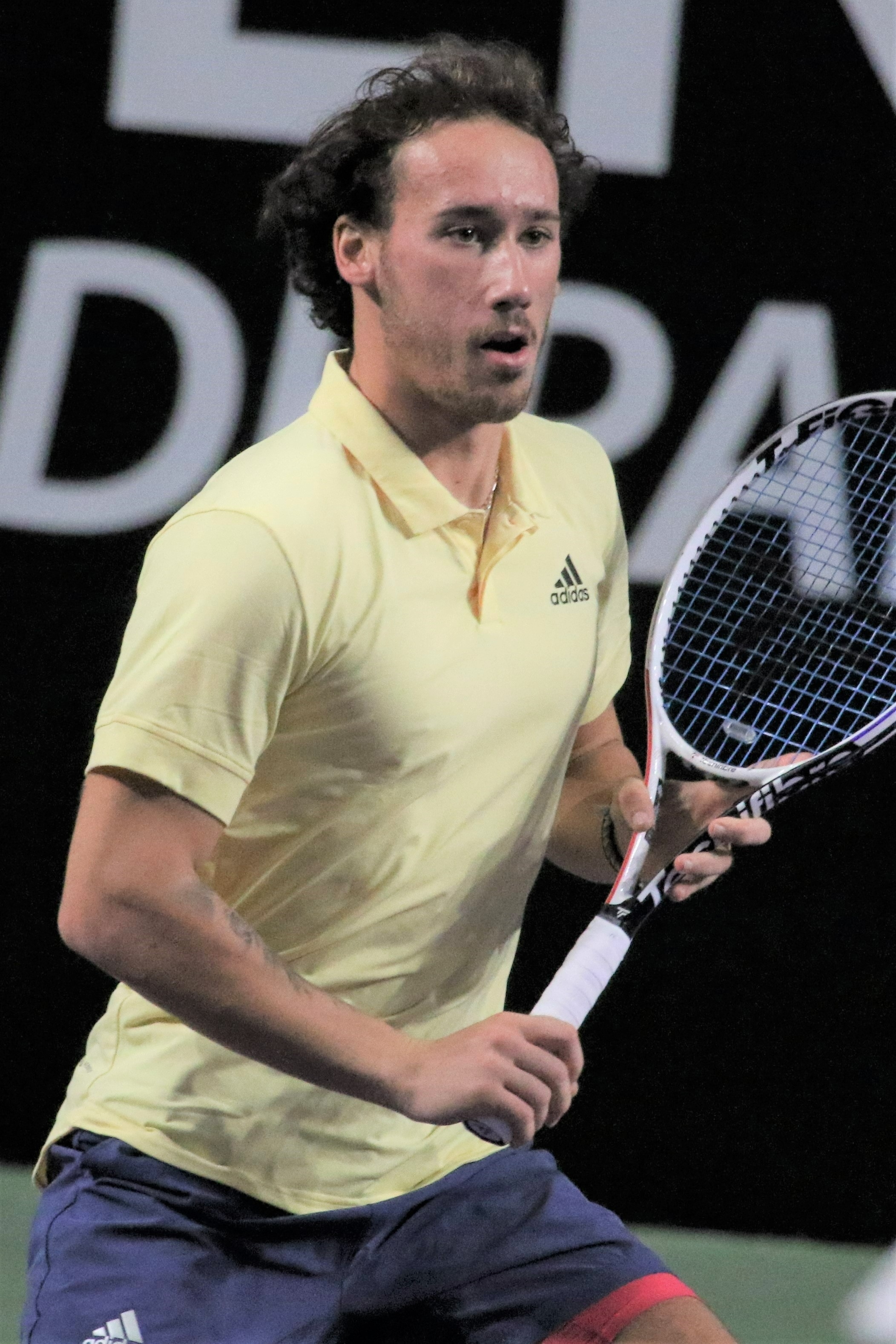
Kyrian Jacquet (* 2001)

- Jacquet, Luc (* 1967), französischer Filmregisseur
- Jacquet, Marc (1913–1983), französischer Politiker (RPF, UNR, RPR), Mitglied der Nationalversammlung und Senator
- Jacquet, Pierre Armand (1906–1967), französischer Chemieingenieur und Metallurge
- Jacquet, René-Jean (1933–1993), französischer Fußballspieler
- Jacquet, Russell (1917–1990), US-amerikanischer Jazz-Trompeter und Sänger
- Jacquet-Gordon, Helen (1918–2013), amerikanische Ägyptologin
- Jacquetta von Luxemburg († 1472), Duchess of Bedford, Countess Rivers
- Jacqui, Danielle (* 1934), französische Künstlerin der Art brut
- Jacquier, François (1711–1788), französischer Mathematiker
- Jacquier, Nicolas († 1472), französischer Dominikaner und Inquisitor
- Jacquin, Joseph Franz von (1766–1839), österreichischer Chemiker und Botaniker
- Jacquin, Nikolaus Joseph von (1727–1817), österreichischer Botaniker
- Jacquin, Pauline (* 1983), französische Biathletin
- Jacquin, Philippe (1942–2002), französischer Anthropologe und Autor
- Jacquinot de Besange, Robert (1878–1946), französischer Jesuit und humanitärer Wohltäter in China
- Jacquinot, Charles (1796–1879), französischer Marineoffizier, Forschungsreisender und Malakologe
- Jacquinot, Charles Claude (1772–1848), französischer General der Kavallerie
- Jacquinot, Honoré (1815–1887), französischer Arzt, Chirurg und Naturforscher
- Jacquinot, Louis (1898–1993), französischer Politiker, Mitglied der Nationalversammlung
- Jacquinot, Pierre (1910–2002), französischer Physiker
- Jacquinot, Robert (1893–1980), französischer Radrennfahrer
- Jacquot, Benoît (* 1947), französischer Drehbuchautor und FilmregisseurBenoît Jacquot (* 1947)

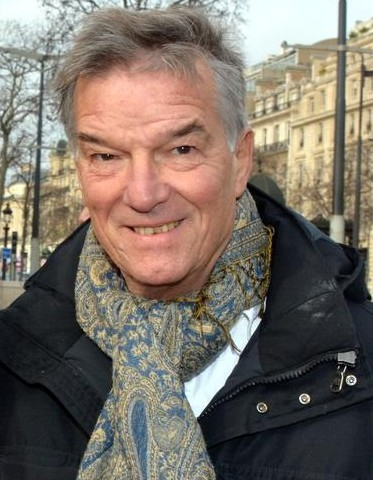
Benoît Jacquot (* 1947)

- Jacquot, Georges (1904–1970), französischer römisch-katholischer Geistlicher und Erzbischof von Marseille
- Jacquot, Marie (* 1990), französische Dirigentin
- Jacquot, René (* 1961), französischer Boxer
- Jacquot, Roland, französischer Autorennfahrer
- Jacquot, Tony (1919–2007), französischer Schauspieler